# Фабіано Рібейру ді Фрейташ
Фабіано Рібейру ді Фрейташ (порт. Fabiano Ribeiro de Freitas, нар. 29 лютого 1988, Мунду-Нову) — бразильський футболіст, воротар клубу «Омонія».

## Ігрова кар'єра
Вихованець футбольної школи клубу «Ріо-Бранко».
У дорослому футболі дебютував 2007 року виступами за «Сан-Паулу», з яким став дворазовим чемпіоном Бразилії, проте за весь час взяв участь лише в 1 матчі чемпіонату. Через це з 2009 року віддавався на правах оренди в клуби нижчих дивізіонів «Толедо Колонія Ворк», «Санту-Андре», «Америка» (Натал) та «Греміу Пруденті».
28 травня 2011 року Фабіано підписав контракт з португальським клубом «Ольяненсі». Дебютував у вищому дивізіоні 13 серпня  в грі проти «Спортінга», і продовжував з'являтися в усіх матчах протягом сезону.
До складу клубу «Порту» приєднався влітку 2012 року, проте програв конкуренцію досвідченому співвітчизнику Елтону, через що зрідка з'являвся на полі. Лише після того як у березні 2014 року Елтон під час матчу порвав ахілове сухожилля, Фабіану став основним воротарем «драконів». Наразі встиг відіграти за клуб з Порту 14 матчів в національному чемпіонаті.
Влітку 2015 року на правах оренди перейшов в турецький «Фенербахче» до кінця сезону.

## Досягнення
- Чемпіон Бразилії: 2007, 2008
- Чемпіон Португалії: 2012-13, 2017-18
- Володар Суперкубка Португалії: 2012, 2013
- Чемпіон Кіпру: 2020-21
- Володар Суперкубка Кіпру: 2021
- Володар Кубка Кіпру: 2021-22, 2022-23